# 대패

대패질하는 모습

대패(영어: hand plane 또는 plane)는 나무의 표면을 반반하고 곱게 깎는 연장이다. 직사각형의 작고 단단한 나무토막의 가운데를 파고 납작한 쇠날을 위에서 아래 바닥까지 비스듬하게 박아서 만든다. 평대패·측면대패·검대패·남경대패·배대패·홈대패 등이 있다.
일반적으로 모든 대패는 거친 목재 조각을 평평하게 하고, 두께를 줄이고, 매끄러운 표면을 부여하는 데 사용된다. 대패질은 일반적으로 성형하기에는 너무 큰 공작물에 수평, 수직 또는 경사진 평평한 표면을 생성하는 데에도 사용되며, 전체의 무결성을 위해서는 동일한 매끄러운 표면이 필요하다. 특별한 유형의 대패는 조인트 또는 장식 몰딩을 절단하도록 설계되었다.
손잡이형 대패는 일반적으로 단단한 본체에 부착된 날카로운 금속판과 같은 절단 모서리의 조합으로, 목재 표면 위로 움직일 때 본체의 특성상 '높은 지점'을 타고 상대적으로 균일한 부스러기를 차지한다. 목재에 그리고 절단 모서리에 상대적으로 일정한 각도를 제공함으로써 대패 표면을 매우 매끄럽게 만든다. 대패의 바닥 표면 또는 밑창 아래로 연장되는 커터는 나무 부스러기를 잘라낸다. 대패 위의 크고 평평한 밑창은 커터를 안내하여 여러 번 통과한 후 표면이 평평하고 매끄러워질 때까지 불완전한 표면의 가장 높은 부분만 제거한다. 평탄화에 사용할 경우 길이 방향 치수가 더 긴 보드에는 밑창이 더 긴 벤치(bench)형 대패가 선호된다. 더 긴 밑창은 보드 표면이나 가장자리 표면의 더 넓은 부분에 위치하여 보다 일관되게 평평한 표면이나 직선 가장자리로 이어진다. 반대로, 더 작은 대패를 사용하면 더 국부적인 낮은 지점이나 높은 지점이 남을 수 있다.
대부분의 대패는 나무 조각을 한 손이나 양손으로 잡고 밀어내지만, 일본의 대패는 밀려나는 것이 아니라 몸쪽으로 당겨진다.
수동 대패와 유사한 기능을 수행하는 목공 기계에는 접합기 및 두께 측정기라고도 하는 두께 대패가 포함된다. 이러한 특수 전동 공구 작업은 수세기 동안 그래왔듯이 여전히 수작업 대패와 숙련된 육체 노동에 의해 수행될 수 있다.

## 참고 자료
- 이 문서에는 다음커뮤니케이션(현 카카오)에서 GFDL 또는 CC-SA 라이선스로 배포한 글로벌 세계대백과사전의 내용을 기초로 작성된 글이 포함되어 있습니다.